# Kettingreactie (televisieprogramma)
Kettingreactie (Nederland) of Domino-effect (Vlaanderen) is een van oorsprong Duits televisieprogramma rond een recordpoging van de grootste kettingreactie ter wereld.
Het programma werd geïnspireerd door de film "Der lauf der dinge" door de Zwitserse broers Peter Fischli en David Weiss. In 1987 zetten zij het record met een lengte van 29 minuten en 45 seconden.
In de recordpoging worden allerlei voorwerpen gebruikt, met uitzondering van dominostenen. Op 13 juni 2009 werd in Nederland de eerste poging uitgezonden, die mislukte. De Nederlandse versie werd gepresenteerd door Hans Kraay jr., Nance en Robin Paul Weijers, in Vlaanderen door Roos Van Acker en Hans Otten.
De Nederlandse uitzending op SBS6 trok 838.000 kijkers.

## Een overzicht van wereldrecordpogingen (al dan niet van Kettingreactie)
| Jaar | Presentatie (NL)                           | Voice-over (NL) | Plaats            | Afstand     | Duur gelopen | Wereldrecord? | Datum        |
| ---- | ------------------------------------------ | --------------- | ----------------- | ----------- | ------------ | ------------- | ------------ |
| 2009 | Hans Kraay Jr, Nance en Robin Paul Weijers | Leo Oldenburger | Keulen, Duitsland | circa 33 km | 19:23        | Nee           | 13 juni 2009 |